# Hednota eremenopa
Hednota eremenopa là một loài bướm đêm trong họ Crambidae.